# Conigephyra rikatia
Conigephyra rikatia är en fjärilsart som beskrevs av Collenette 1956. Conigephyra rikatia ingår i släktet Conigephyra och familjen tofsspinnare. Inga underarter finns listade i Catalogue of Life.